# Bắc Trực Lệ
Bắc Trực Lệ (phồn thể: 北直隸; giản thể: 北直隶; Wade–Giles: Pei Chih-li) là một khu vực hành chính tại Trung Hoa dưới thời nhà Minh. Ban đầu khu vực này được gọi là Bắc Bình do tam ty gồm Bắc Bình đẳng xứ thừa tuyên bố chính sứ ty, Bắc Bình đề hình án sát sứ ty và Bắc Bình đô chỉ huy sứ ty quản lý, đến năm Vĩnh Lạc thứ 5 (1407) thì đổi tên thành Bắc Trực Lệ, phế bỏ bộ máy tam ty, lập 8 phủ và 2 trực lệ châu do triều đình trực tiếp quản lý, địa vị ngang hàng với Nam Trực Lệ. Năm Vĩnh Lạc thứ 19 (1421), triều đình dời đô về Yên Kinh, lúc này Nam - Bắc Trực Lệ cùng với 13 tỉnh hình thành cơ cấu hành chính "Lưỡng kinh thập tam tỉnh" của nhà Minh. Phạm vi của khu vực Bắc Trực Lệ tương ứng với Bắc Kinh, Thiên Tân và Hà Bắc ngày nay.

## Vị trí
Bắc Trực Lệ nằm tại khu vực bình nguyên Hoa Bắc, phạm vi ngày nay thuộc tỉnh Hà Bắc và hai thành phố Bắc Kinh và Thiên Tân. Phía Đông giáp biển Bội Hải, phía Bắc giáp khu vực Nội Mông ngày nay và Liêu Đông Đô chỉ huy sứ ty (nay là tỉnh Liêu Ninh), phía Tây giáp tỉnh Sơn Tây, phía Nam giáp hai tỉnh Sơn Đông và Hà Nam.

## Lịch sử hình thành và phát triển
Dưới thời nhà Nguyên khu vực này được gọi là Phúc Lý (腹里) do Trung Thư Tỉnh trực tiếp quản lý. Đến Hồng Vũ nguyên niên (1368), triều đình nhà Minh trên cơ sở khu vực phúc lý thiết lập các 8 phủ gồm Bắc Bình, Bảo Định, Hà Gian, Chân Định, Thuận Đức, Quảng Bình, Đại Danh và Vĩnh Bình được nhập vào Sơn Đông Hành Trung thư tỉnh và Hà Nam Hành Trung thư tỉnh, trong đó 2 phủ Bắc Bình và Vĩnh Bình được nhập vào Sơn Đông, còn lại 6 phủ Bảo Định, Hà Gian, Chân Định, Thuận Đức, Quảng Bình và Đại Danh được nhập vào Hà Nam.
Năm Hồng Vũ thứ 2 (1369), triều đình thiết lập Bắc Bình Hành trung thư tỉnh, đến năm Hồng Vũ thứ 9 (1376) thì thiết lập Bắc Bình Thừa tuyên Bố chính sứ ty.
Kiến Văn nguyên niên (1399), Yên Vương Chu Lệ tạo phản đánh chiếm Bắc Bình Thừa tuyên Bố chính sứ ty, Minh Huệ Đế thiết lập Bình Yên Thừa tuyên bố chính sứ ty gồm 6 phủ Chân Định, Bảo Định, Hà Gian, Thuận Đức, Quảng Bình và Đại Danh, trụ sở đặt tại Chân Định nhằm khống chế lực lượng của Yên Vương.
Vĩnh Lạc nguyên niên (1403), Yên Vương chiếm được Ứng Thiên phủ thiết lập triều đình mới, Bắc Kinh Hành tại được thiết lập quản lý Bắc Bình bố chính sứ ty. Cũng trong năm đó triều đình đổi tên Bắc Bình phủ thành Thuận Thiên phủ. Năm Vĩnh Lạc thứ 19 (1421), triều đình dời đô về Bắc Kinh, phế bỏ Bắc Kinh Hành tại, tất cả phủ, châu đều do Lục Bộ trực tiếp quản lý, chính thức thiết lập Bắc Trực Lệ.
Hồng Hy nguyên niên (1425), triều đình chuẩn bị dời đô về lại Nam Kinh, Bắc Trực Lệ lấy lại tên cũ là Bắc Kinh Hành tại. Tuy nhiên do Minh Nhân Tông mất đột ngột nên kế hoạch bị hoãn, đến năm Chính Thống thứ 6 (1441), triều đình một lần nữa xác định Bắc Kinh làm kinh sư, Bắc Kinh Hành tại lấy lại danh xưng Bắc Trực Lệ, cùng với Nam Trực Lệ duy trì hình thái "lưỡng kinh thập tam tỉnh" đến khi nhà Minh sụp đổ.

## Các phủ, châu, huyện trực thuộc
| TT | Tên gọi            | Cấp hành chính | Cấp hành chính        | Địa giới hiện nay                                                                   | Châu (州)          | Huyện (縣)          |
| TT | Tên gọi            | Phủ (府)       | Trực lệ châu (直隸州) | Địa giới hiện nay                                                                   | Châu (州)          | Huyện (縣)          |
| -- | ------------------ | -------------- | --------------------- | ----------------------------------------------------------------------------------- | ------------------ | ------------------- |
| 1  | Thuận Thiên (順天) | X              |                       | Thành phố Bắc Kinh, Thiên Tân, một phần tỉnh Hà Bắc                                 | -                  | Đại Hưng (大興)     |
| 1  | Thuận Thiên (順天) | X              | Uyển Bình (宛平)      | Thành phố Bắc Kinh, Thiên Tân, một phần tỉnh Hà Bắc                                 | -                  |                     |
| 1  | Thuận Thiên (順天) | X              | Lương Hương (良鄉)    | Thành phố Bắc Kinh, Thiên Tân, một phần tỉnh Hà Bắc                                 | -                  |                     |
| 1  | Thuận Thiên (順天) | X              | Cố An (固安)          | Thành phố Bắc Kinh, Thiên Tân, một phần tỉnh Hà Bắc                                 | -                  |                     |
| 1  | Thuận Thiên (順天) | X              | Vĩnh Thanh (永清)     | Thành phố Bắc Kinh, Thiên Tân, một phần tỉnh Hà Bắc                                 | -                  |                     |
| 1  | Thuận Thiên (順天) | X              | Đông An (東安)        | Thành phố Bắc Kinh, Thiên Tân, một phần tỉnh Hà Bắc                                 | -                  |                     |
| 1  | Thuận Thiên (順天) | X              | Hương Hà (香河)       | Thành phố Bắc Kinh, Thiên Tân, một phần tỉnh Hà Bắc                                 | -                  |                     |
| 1  | Thuận Thiên (順天) | X              | Thông (通州)          | Thành phố Bắc Kinh, Thiên Tân, một phần tỉnh Hà Bắc                                 | Tam Hà (三河)      |                     |
| 1  | Thuận Thiên (順天) | X              | Thông (通州)          | Thành phố Bắc Kinh, Thiên Tân, một phần tỉnh Hà Bắc                                 | Vũ Thanh (武清)    |                     |
| 1  | Thuận Thiên (順天) | X              | Thông (通州)          | Thành phố Bắc Kinh, Thiên Tân, một phần tỉnh Hà Bắc                                 | Khuếch (漷)        |                     |
| 1  | Thuận Thiên (順天) | X              | Thông (通州)          | Thành phố Bắc Kinh, Thiên Tân, một phần tỉnh Hà Bắc                                 | Bảo Trì (寶坻)     |                     |
| 1  | Thuận Thiên (順天) | X              | Bá (霸州)             | Thành phố Bắc Kinh, Thiên Tân, một phần tỉnh Hà Bắc                                 | Văn An (文安)      |                     |
| 1  | Thuận Thiên (順天) | X              | Bá (霸州)             | Thành phố Bắc Kinh, Thiên Tân, một phần tỉnh Hà Bắc                                 | Đại Thành (大城)   |                     |
| 1  | Thuận Thiên (順天) | X              | Bá (霸州)             | Thành phố Bắc Kinh, Thiên Tân, một phần tỉnh Hà Bắc                                 | Bảo Định (保定)    |                     |
| 1  | Thuận Thiên (順天) | X              | Trác (涿州)           | Thành phố Bắc Kinh, Thiên Tân, một phần tỉnh Hà Bắc                                 | Phòng Sơn (房山)   |                     |
| 1  | Thuận Thiên (順天) | X              | Xương Bình (昌平州)   | Thành phố Bắc Kinh, Thiên Tân, một phần tỉnh Hà Bắc                                 | Mật Vân (密雲)     |                     |
| 1  | Thuận Thiên (順天) | X              | Xương Bình (昌平州)   | Thành phố Bắc Kinh, Thiên Tân, một phần tỉnh Hà Bắc                                 | Thuận Nghĩa (順義) |                     |
| 1  | Thuận Thiên (順天) | X              | Xương Bình (昌平州)   | Thành phố Bắc Kinh, Thiên Tân, một phần tỉnh Hà Bắc                                 | Hoài Nhu (懷柔)    |                     |
| 1  | Thuận Thiên (順天) | X              | Kế (薊州)             | Thành phố Bắc Kinh, Thiên Tân, một phần tỉnh Hà Bắc                                 | Ngọc Điền (玉田)   |                     |
| 1  | Thuận Thiên (順天) | X              | Kế (薊州)             | Thành phố Bắc Kinh, Thiên Tân, một phần tỉnh Hà Bắc                                 | Phong Nhuận (豐潤) |                     |
| 1  | Thuận Thiên (順天) | X              | Kế (薊州)             | Thành phố Bắc Kinh, Thiên Tân, một phần tỉnh Hà Bắc                                 | Tuân Hóa (遵化)    |                     |
| 1  | Thuận Thiên (順天) | X              | Kế (薊州)             | Thành phố Bắc Kinh, Thiên Tân, một phần tỉnh Hà Bắc                                 | Bình Cốc (平谷)    |                     |
| 2  | Bảo Định (保定)    | X              |                       | Thành phố Bảo Định                                                                  | -                  | Thanh Uyển (清苑)   |
| 2  | Bảo Định (保定)    | X              | Mãn Thành (滿城)      | Thành phố Bảo Định                                                                  | -                  |                     |
| 2  | Bảo Định (保定)    | X              | An Túc (安肅)         | Thành phố Bảo Định                                                                  | -                  |                     |
| 2  | Bảo Định (保定)    | X              | Định Hưng (定興)      | Thành phố Bảo Định                                                                  | -                  |                     |
| 2  | Bảo Định (保定)    | X              | Tân Thành (新城)      | Thành phố Bảo Định                                                                  | -                  |                     |
| 2  | Bảo Định (保定)    | X              | Hùng (雄)             | Thành phố Bảo Định                                                                  | -                  |                     |
| 2  | Bảo Định (保定)    | X              | Dung Thành (容城)     | Thành phố Bảo Định                                                                  | -                  |                     |
| 2  | Bảo Định (保定)    | X              | Đường (唐)            | Thành phố Bảo Định                                                                  | -                  |                     |
| 2  | Bảo Định (保定)    | X              | Khánh Đô (慶都)       | Thành phố Bảo Định                                                                  | -                  |                     |
| 2  | Bảo Định (保定)    | X              | Bác Dã (博野)         | Thành phố Bảo Định                                                                  | -                  |                     |
| 2  | Bảo Định (保定)    | X              | Lễ (蠡)               | Thành phố Bảo Định                                                                  | -                  |                     |
| 2  | Bảo Định (保定)    | X              | Hoàn (完)             | Thành phố Bảo Định                                                                  | -                  |                     |
| 2  | Bảo Định (保定)    | X              | Toại (遂)             | Thành phố Bảo Định                                                                  | -                  |                     |
| 2  | Bảo Định (保定)    | X              | Kỳ (祁州)             | Thành phố Bảo Định                                                                  | Thâm Trạch (深澤)  |                     |
| 2  | Bảo Định (保定)    | X              | Kỳ (祁州)             | Thành phố Bảo Định                                                                  | Thúc Lộc (束鹿)    |                     |
| 2  | Bảo Định (保定)    | X              | An (安州)             | Thành phố Bảo Định                                                                  | Cao Dương (高陽)   |                     |
| 2  | Bảo Định (保定)    | X              | An (安州)             | Thành phố Bảo Định                                                                  | Tân An (新安)      |                     |
| 2  | Bảo Định (保定)    | X              | Dịch (易州)           | Thành phố Bảo Định                                                                  | Lai Thủy (淶水)    |                     |
| 3  | Hà Gian (河間)     | X              |                       | - Các thành phố Thương Châu, Hành Thủy                                              | -                  | Hà Gian (河間)      |
| 3  | Hà Gian (河間)     | X              | Hiến (獻)             | - Các thành phố Thương Châu, Hành Thủy                                              | -                  |                     |
| 3  | Hà Gian (河間)     | X              | Phụ Thành (阜城)      | - Các thành phố Thương Châu, Hành Thủy                                              | -                  |                     |
| 3  | Hà Gian (河間)     | X              | Túc Ninh (肅寧)       | - Các thành phố Thương Châu, Hành Thủy                                              | -                  |                     |
| 3  | Hà Gian (河間)     | X              | Nhâm Khâu (任丘)      | - Các thành phố Thương Châu, Hành Thủy                                              | -                  |                     |
| 3  | Hà Gian (河間)     | X              | Giao Hà (交河)        | - Các thành phố Thương Châu, Hành Thủy                                              | -                  |                     |
| 3  | Hà Gian (河間)     | X              | Thanh (青)            | - Các thành phố Thương Châu, Hành Thủy                                              | -                  |                     |
| 3  | Hà Gian (河間)     | X              | Hưng Tể (興濟)        | - Các thành phố Thương Châu, Hành Thủy                                              | -                  |                     |
| 3  | Hà Gian (河間)     | X              | Tĩnh Hải (靜海)       | - Các thành phố Thương Châu, Hành Thủy                                              | -                  |                     |
| 3  | Hà Gian (河間)     | X              | Ninh Tân (寧津)       | - Các thành phố Thương Châu, Hành Thủy                                              | -                  |                     |
| 3  | Hà Gian (河間)     | X              | Cảnh (景州)           | - Các thành phố Thương Châu, Hành Thủy                                              | Ngô Kiều (吳橋)    |                     |
| 3  | Hà Gian (河間)     | X              | Cảnh (景州)           | - Các thành phố Thương Châu, Hành Thủy                                              | Đông Quang (東光)  |                     |
| 3  | Hà Gian (河間)     | X              | Thương (滄州)         | - Các thành phố Thương Châu, Hành Thủy                                              | Nam Bì (南皮)      |                     |
| 3  | Hà Gian (河間)     | X              | Thương (滄州)         | - Các thành phố Thương Châu, Hành Thủy                                              | Diêm Sơn (鹽山)    |                     |
| 3  | Hà Gian (河間)     | X              | Thương (滄州)         | - Các thành phố Thương Châu, Hành Thủy                                              | Khánh Vân (慶雲)   |                     |
| 4  | Chân Định (真定)   | X              |                       | Huyện Chính Định (Thành phố Thạch Gia Trang, Hà Bắc)                                | -                  | Chân Định (真定)    |
| 4  | Chân Định (真定)   | X              | Tỉnh Hình (井陘)      | Huyện Chính Định (Thành phố Thạch Gia Trang, Hà Bắc)                                | -                  |                     |
| 4  | Chân Định (真定)   | X              | Hoạch Lộc (獲鹿)      | Huyện Chính Định (Thành phố Thạch Gia Trang, Hà Bắc)                                | -                  |                     |
| 4  | Chân Định (真定)   | X              | Nguyên Thị (元氏)     | Huyện Chính Định (Thành phố Thạch Gia Trang, Hà Bắc)                                | -                  |                     |
| 4  | Chân Định (真定)   | X              | Linh Thọ (靈壽)       | Huyện Chính Định (Thành phố Thạch Gia Trang, Hà Bắc)                                | -                  |                     |
| 4  | Chân Định (真定)   | X              | Cảo Thành (藁城)      | Huyện Chính Định (Thành phố Thạch Gia Trang, Hà Bắc)                                | -                  |                     |
| 4  | Chân Định (真定)   | X              | Loan Thành (欒城)     | Huyện Chính Định (Thành phố Thạch Gia Trang, Hà Bắc)                                | -                  |                     |
| 4  | Chân Định (真定)   | X              | Vô Cực (無極)         | Huyện Chính Định (Thành phố Thạch Gia Trang, Hà Bắc)                                | -                  |                     |
| 4  | Chân Định (真定)   | X              | Bình Sơn (平山)       | Huyện Chính Định (Thành phố Thạch Gia Trang, Hà Bắc)                                | -                  |                     |
| 4  | Chân Định (真定)   | X              | Phụ Bình (阜平)       | Huyện Chính Định (Thành phố Thạch Gia Trang, Hà Bắc)                                | -                  |                     |
| 4  | Chân Định (真定)   | X              | Hành Đường (行唐)     | Huyện Chính Định (Thành phố Thạch Gia Trang, Hà Bắc)                                | -                  |                     |
| 4  | Chân Định (真定)   | X              | Định (定州)           | Huyện Chính Định (Thành phố Thạch Gia Trang, Hà Bắc)                                | Tân Nhạc (新樂)    |                     |
| 4  | Chân Định (真定)   | X              | Định (定州)           | Huyện Chính Định (Thành phố Thạch Gia Trang, Hà Bắc)                                | Khúc Dương (曲陽)  |                     |
| 4  | Chân Định (真定)   | X              | Ký (冀州)             | Huyện Chính Định (Thành phố Thạch Gia Trang, Hà Bắc)                                | Nam Cung (南宮)    |                     |
| 4  | Chân Định (真定)   | X              | Ký (冀州)             | Huyện Chính Định (Thành phố Thạch Gia Trang, Hà Bắc)                                | Tân Hà (新河)      |                     |
| 4  | Chân Định (真定)   | X              | Ký (冀州)             | Huyện Chính Định (Thành phố Thạch Gia Trang, Hà Bắc)                                | Tảo Cường (棗強)   |                     |
| 4  | Chân Định (真定)   | X              | Ký (冀州)             | Huyện Chính Định (Thành phố Thạch Gia Trang, Hà Bắc)                                | Vũ Ấp (武邑)       |                     |
| 4  | Chân Định (真定)   | X              | Tấn (晉州)            | Huyện Chính Định (Thành phố Thạch Gia Trang, Hà Bắc)                                | An Bình (安平)     |                     |
| 4  | Chân Định (真定)   | X              | Tấn (晉州)            | Huyện Chính Định (Thành phố Thạch Gia Trang, Hà Bắc)                                | Nhiêu Dương (饒陽) |                     |
| 4  | Chân Định (真定)   | X              | Tấn (晉州)            | Huyện Chính Định (Thành phố Thạch Gia Trang, Hà Bắc)                                | Vũ Cường (武強)    |                     |
| 4  | Chân Định (真定)   | X              | Triệu (趙州)          | Huyện Chính Định (Thành phố Thạch Gia Trang, Hà Bắc)                                | Bách Hương (柏鄉)  |                     |
| 4  | Chân Định (真定)   | X              | Triệu (趙州)          | Huyện Chính Định (Thành phố Thạch Gia Trang, Hà Bắc)                                | Long Bình (隆平)   |                     |
| 4  | Chân Định (真定)   | X              | Triệu (趙州)          | Huyện Chính Định (Thành phố Thạch Gia Trang, Hà Bắc)                                | Cao Ấp (高邑)      |                     |
| 4  | Chân Định (真定)   | X              | Triệu (趙州)          | Huyện Chính Định (Thành phố Thạch Gia Trang, Hà Bắc)                                | Lâm Thành (臨城)   |                     |
| 4  | Chân Định (真定)   | X              | Triệu (趙州)          | Huyện Chính Định (Thành phố Thạch Gia Trang, Hà Bắc)                                | Tán Hoàng (贊皇)   |                     |
| 4  | Chân Định (真定)   | X              | Triệu (趙州)          | Huyện Chính Định (Thành phố Thạch Gia Trang, Hà Bắc)                                | Ninh Tấn (寧晉)    |                     |
| 4  | Chân Định (真定)   | X              | Thâm (深州)           | Huyện Chính Định (Thành phố Thạch Gia Trang, Hà Bắc)                                | Hành Thủy (衡水)   |                     |
| 5  | Thuận Đức (順德)   | X              |                       | Huyện Đại Danh (Hàm Đan, Hà Bắc)                                                    | -                  | Hình Thai (邢臺)    |
| 5  | Thuận Đức (順德)   | X              | Sa Hà (沙河)          | Huyện Đại Danh (Hàm Đan, Hà Bắc)                                                    | -                  |                     |
| 5  | Thuận Đức (順德)   | X              | Nam Hòa (南和)        | Huyện Đại Danh (Hàm Đan, Hà Bắc)                                                    | -                  |                     |
| 5  | Thuận Đức (順德)   | X              | Nhâm (任)             | Huyện Đại Danh (Hàm Đan, Hà Bắc)                                                    | -                  |                     |
| 5  | Thuận Đức (順德)   | X              | Nội Khâu (內丘)       | Huyện Đại Danh (Hàm Đan, Hà Bắc)                                                    | -                  |                     |
| 5  | Thuận Đức (順德)   | X              | Bình Hương (平鄉)     | Huyện Đại Danh (Hàm Đan, Hà Bắc)                                                    | -                  |                     |
| 5  | Thuận Đức (順德)   | X              | Cự Lộc (鉅鹿)         | Huyện Đại Danh (Hàm Đan, Hà Bắc)                                                    | -                  |                     |
| 5  | Thuận Đức (順德)   | X              | Quảng Tông (廣宗)     | Huyện Đại Danh (Hàm Đan, Hà Bắc)                                                    | -                  |                     |
| 5  | Thuận Đức (順德)   | X              | Đường Sơn (唐山)      | Huyện Đại Danh (Hàm Đan, Hà Bắc)                                                    | -                  |                     |
| 6  | Quảng Bình (廣平)  | X              |                       | Thành phố Hàm Đan (Hà Bắc)                                                          | -                  | Vĩnh Niên (永年)    |
| 6  | Quảng Bình (廣平)  | X              | Khúc Chu (曲周)       | Thành phố Hàm Đan (Hà Bắc)                                                          | -                  |                     |
| 6  | Quảng Bình (廣平)  | X              | Phì Hương (肥鄉)      | Thành phố Hàm Đan (Hà Bắc)                                                          | -                  |                     |
| 6  | Quảng Bình (廣平)  | X              | Kê Trạch (雞澤)       | Thành phố Hàm Đan (Hà Bắc)                                                          | -                  |                     |
| 6  | Quảng Bình (廣平)  | X              | Quảng Bình (廣平)     | Thành phố Hàm Đan (Hà Bắc)                                                          | -                  |                     |
| 6  | Quảng Bình (廣平)  | X              | Thành An (成安)       | Thành phố Hàm Đan (Hà Bắc)                                                          | -                  |                     |
| 6  | Quảng Bình (廣平)  | X              | Uy (威)               | Thành phố Hàm Đan (Hà Bắc)                                                          | -                  |                     |
| 6  | Quảng Bình (廣平)  | X              | Hàm Đan (邯鄲)        | Thành phố Hàm Đan (Hà Bắc)                                                          | -                  |                     |
| 6  | Quảng Bình (廣平)  | X              | Thanh Hà (清河)       | Thành phố Hàm Đan (Hà Bắc)                                                          | -                  |                     |
| 7  | Đại Danh (大名)    | X              |                       | Huyện Đại Danh (Hàm Đan, Hà Bắc)                                                    | -                  | Nguyên Thành (元城) |
| 7  | Đại Danh (大名)    | X              | Đại Danh (大名)       | Huyện Đại Danh (Hàm Đan, Hà Bắc)                                                    | -                  |                     |
| 7  | Đại Danh (大名)    | X              | Ngụy (魏)             | Huyện Đại Danh (Hàm Đan, Hà Bắc)                                                    | -                  |                     |
| 7  | Đại Danh (大名)    | X              | Nam Nhạc (南樂)       | Huyện Đại Danh (Hàm Đan, Hà Bắc)                                                    | -                  |                     |
| 7  | Đại Danh (大名)    | X              | Thanh Phong (清豐)    | Huyện Đại Danh (Hàm Đan, Hà Bắc)                                                    | -                  |                     |
| 7  | Đại Danh (大名)    | X              | Nội Hoàng (內黃)      | Huyện Đại Danh (Hàm Đan, Hà Bắc)                                                    | -                  |                     |
| 7  | Đại Danh (大名)    | X              | Tuấn (濬)             | Huyện Đại Danh (Hàm Đan, Hà Bắc)                                                    | -                  |                     |
| 7  | Đại Danh (大名)    | X              | Hoạt (滑)             | Huyện Đại Danh (Hàm Đan, Hà Bắc)                                                    | -                  |                     |
| 7  | Đại Danh (大名)    | X              | Khai (開州)           | Huyện Đại Danh (Hàm Đan, Hà Bắc)                                                    | Trường Viên (長垣) |                     |
| 7  | Đại Danh (大名)    | X              | Khai (開州)           | Huyện Đại Danh (Hàm Đan, Hà Bắc)                                                    | Đông Minh (東明)   |                     |
| 8  | Vĩnh Bình (永平)   | X              |                       | Huyện Lư Long (Tần Hoàng Đảo, Hà Bắc)                                               | -                  | Lư Long (盧龍)      |
| 8  | Vĩnh Bình (永平)   | X              | Thiên An (遷安)       | Huyện Lư Long (Tần Hoàng Đảo, Hà Bắc)                                               | -                  |                     |
| 8  | Vĩnh Bình (永平)   | X              | Phủ Ninh (撫寧)       | Huyện Lư Long (Tần Hoàng Đảo, Hà Bắc)                                               | -                  |                     |
| 8  | Vĩnh Bình (永平)   | X              | Xương Lê (昌黎)       | Huyện Lư Long (Tần Hoàng Đảo, Hà Bắc)                                               | -                  |                     |
| 8  | Vĩnh Bình (永平)   | X              | Loan (灤州)           | Huyện Lư Long (Tần Hoàng Đảo, Hà Bắc)                                               | Nhạc Đình (樂亭)   |                     |
| 9  | Diên Khánh (延慶)  |                | X                     | Diên Khánh, Bắc Kinh                                                                | -                  | Vĩnh Ninh (永寧)    |
| 10 | Bảo An (保安)      |                | X                     | Trác Lộc, phía tây Hoài Lai, đông nam thành phố Trương Gia Khẩu, một phần Tuyên Hóa | -                  | -                   |